# Comcast Network
Comcast Network, conhecido como CN8, é um canal da televisão a cabo que faz parte dos serviços da Comcast Cable, exibido na parte mais oriental dos Estados Unidos, como no estado da Pensilvânia.